# Johann Peter Stahlschmidt
Johann Peter Stahlschmidt (* 18. Juli 1751 in Plittershagen; † 6. Oktober 1833 in Freudenberg) war ein deutscher Uhrmacher.

## Leben
Johann Peter Stahlschmidt wurde als ältester Sohn von acht Kindern von Hans Stefan Stahlschmidt (1708–1763) und Anna Waffenschmidt (1728–1762) geboren. Die Eltern Stahlschmidts starben früh, die Mutter nach der Geburt von Zwillingen im Jahr 1762 und der Vater im Jahr darauf. Johann Peter Stahlschmidt war damals 12 Jahre alt.
Stahlschmidt erlernte zuerst das Schlosserhandwerk, bevor er 1774 im Alter von 23 Jahren in Siegen bei dem Uhrmachermeister Johann Georg Spies (1747–1795) als Lehrling unterkam.
Am 28. Juli 1777 legte er seine Gesellenprüfung ab. Im gleichen Monat des Jahres wurde ihm sein sogenanntes Wanderbuch von der Stadt Siegen ausgestellt. Nach dem „Freispruch“ musste jeder Geselle mehrere Jahre auf Wanderschaft (auch „Walz“ genannt) gehen. Die Gesellenjahre dauerten für Johann Peter Stahlschmidt bis 1781 an. Er erhielt während seiner Wanderjahre Arbeitszeugnisse von dem Uhrmacher Nolda (1778) aus Hamm und dem Uhrmacher Tasch (1780) aus Münster.
1781 eröffnet Stahlschmidt in Freudenberg, Oranienstraße 31, seine eigene Werkstatt. Am 12. November 1781 konnte er seine erste Uhr fertigstellen und an Johann Möller in Ferndorf für 28 Taler verkaufen.
Am 8. August 1785 legte er seine Meisterprüfung vor den Zunftmeistern der Freudenberger Hammerschmiede ab. Einer der Unterzeichner seiner Meisterurkunde war sein späterer Schwiegervater Hermanus Lindenschmidt.
Im November 1786 heiratete Johann Peter Stahlschmidt die damals 25-jährige Maria Clara Lindenschmidt (1761–1832), mit der er zwei Söhne, Johann Eberhard und Tilmann, hatte.
Bis in das 76. Lebensjahr arbeitete er in Freudenberg als Uhrmachermeister und übergab 1827 das Uhrmachergeschäft an seinen Sohn Tillmann.
Johann Peter Stahlschmidt starb im Alter von 82 Jahren und wurde in Freudenberg bestattet. Sein Grabstein existiert heute nicht mehr.

## Leistungen
Stahlschmidts Bodenstanduhren waren, genau wie die von Johann Georg Spies gebauten, von der Bauweise her eher mit den Neuwieder Uhren verwandt, nicht mit den Bergischen Uhren. Die Uhrenkästen waren meist aus Eichenholz, später 1815–1820 aus Kirschbaumholz und wurden im Allgemeinen von örtlichen Schreinern angefertigt. Um die notwendigen übrigen Materialien für seine Uhren zu beziehen, reiste Stahlschmidt (zu Fuß) bis Frankfurt zur Messe am Rathaus.
Im Stadtmuseum Freudenberg stehen Uhren des Freudenberger Uhrmachermeisters Johann Peter Stahlschmidt, dessen Janus-Uhr als das komplizierteste Beispiel Siegerländer Uhrmacherkunst gilt.